# مرگ‌ها در ژوئن ۲۰۲۰
مرگ‌ها در ژوئن ۲۰۲۰ آنچه در پی می‌آید فهرست افراد سرشناسی است که در ژوئن ۲۰۲۰ درگذشته‌اند.
- در هر عنوان به‌ترتیب نام شخص، سن، دلیل سرشناسی، ملیت، علت مرگ، و منبع آمده‌است.

## ژوئن
مرگ‌ها در ژوئن ۲۰۲۰ آنچه در پی می‌آید فهرست افراد سرشناسی است که در ژوئن ۲۰۲۰ درگذشته‌اند.

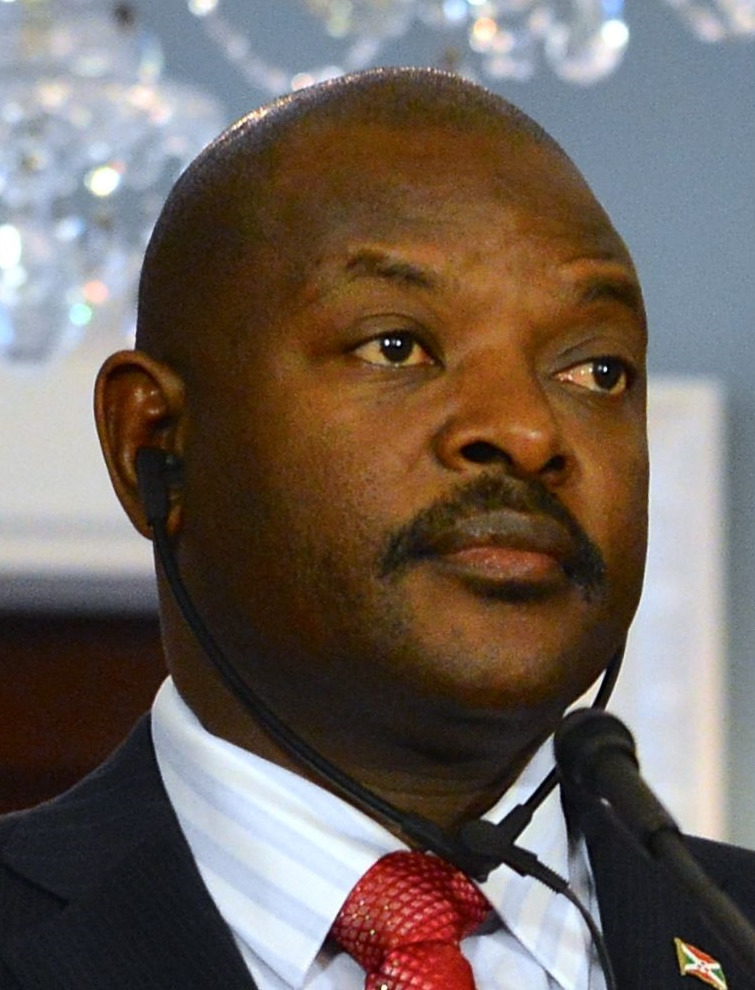
پیر انکورونزیزا

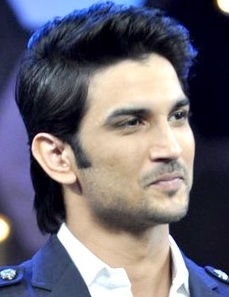
سوشانت سینگ راجپوت

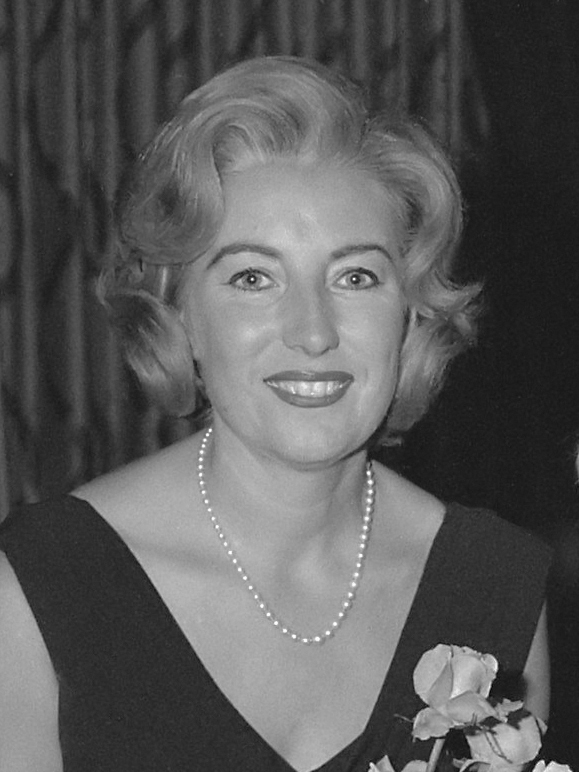
ویرا لین

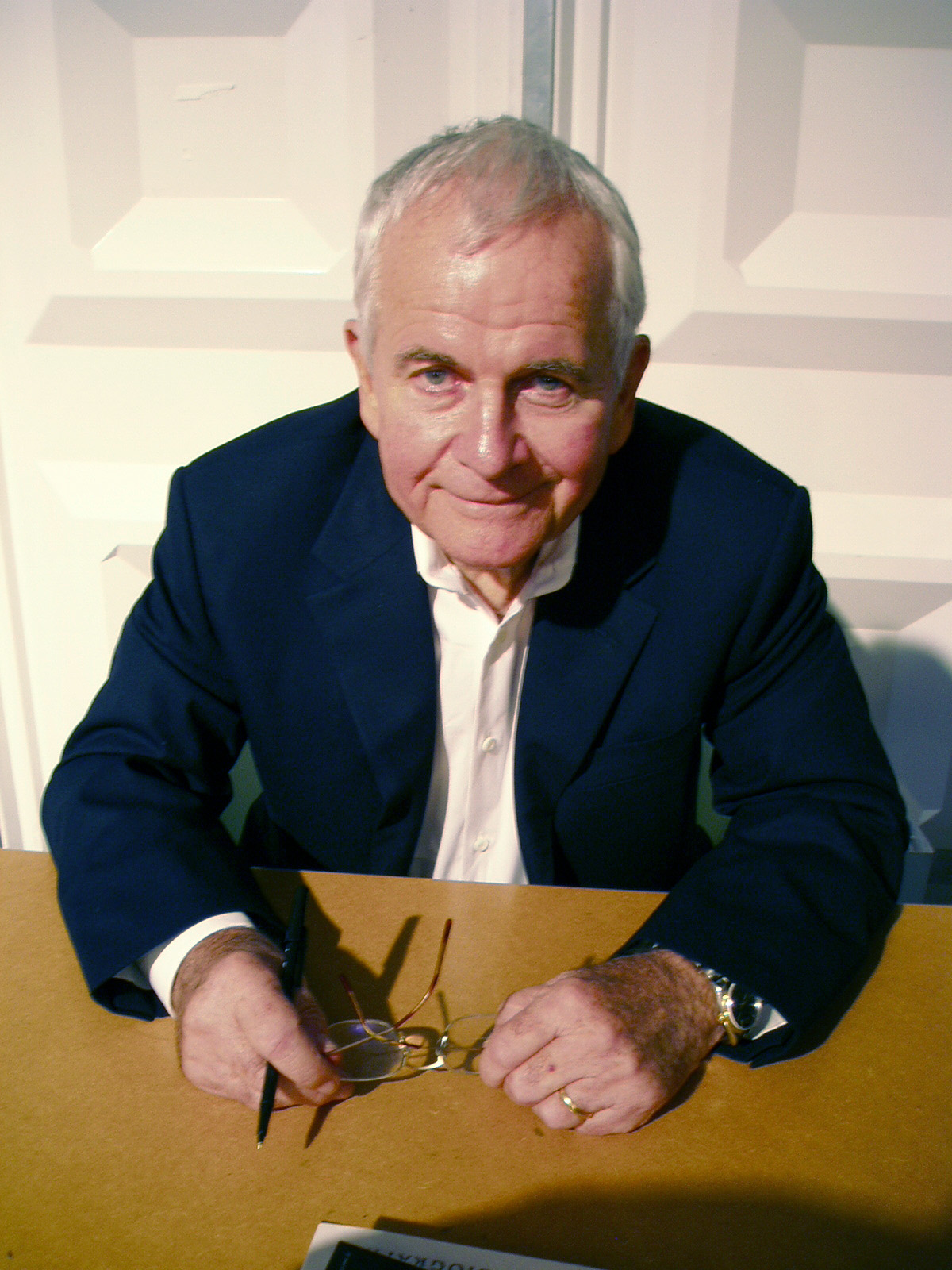
ایان هولم

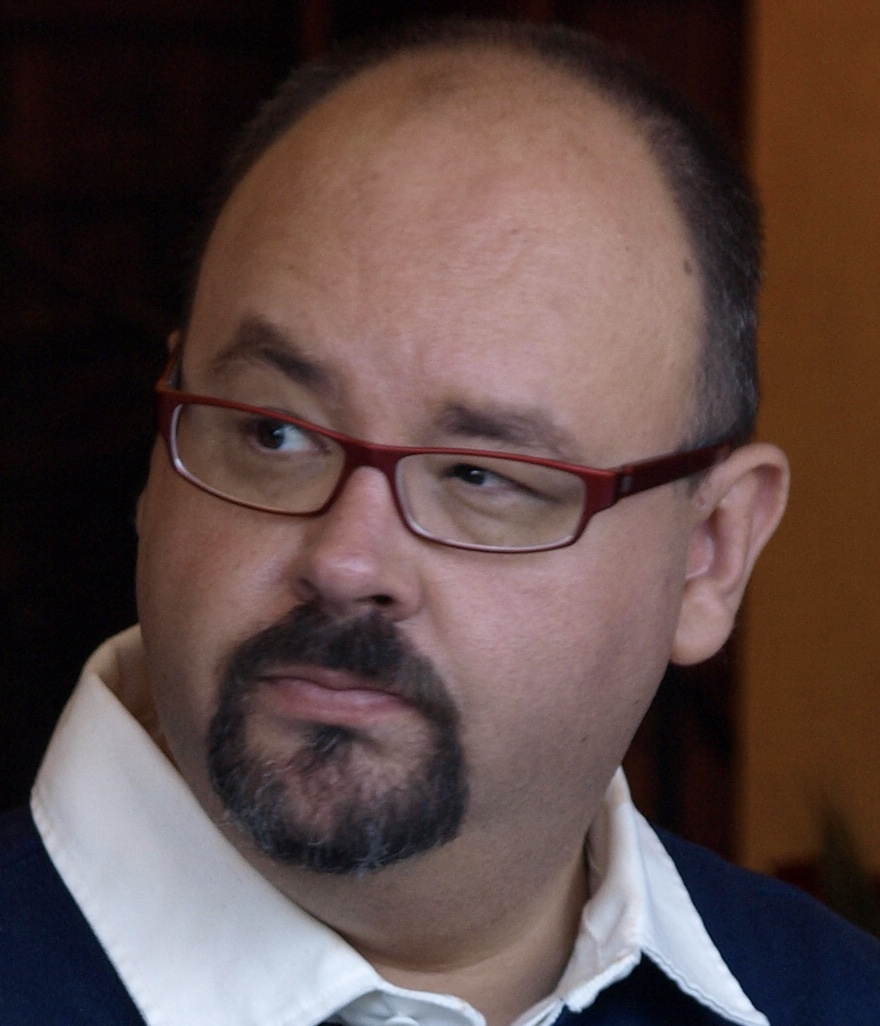
کارلوس رویز زافون

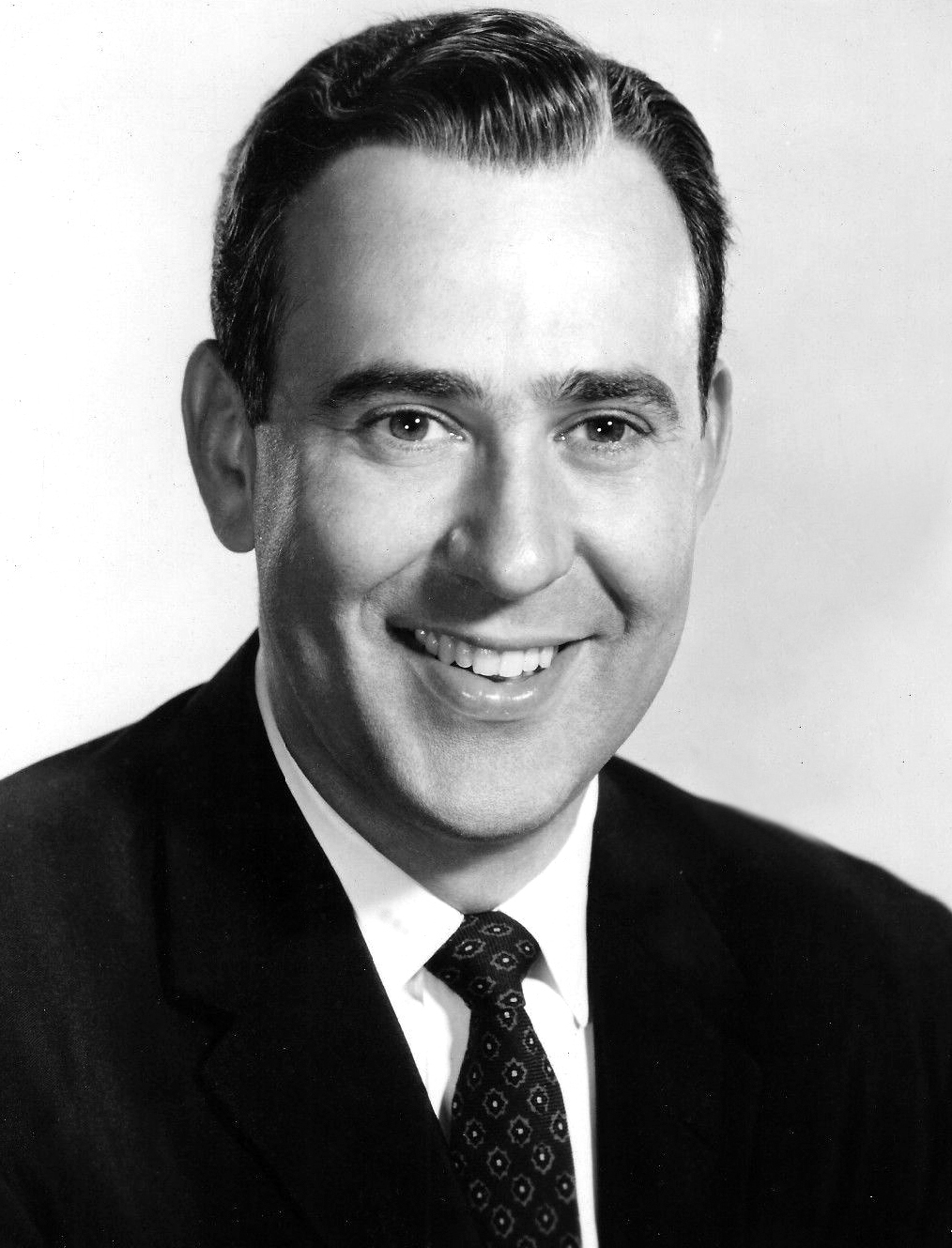
کارل راینر

### ۱
- میروسلاو اسکوریک، ۸۱، آهنگساز و رهبر ارکستر اهل اوکراین.[۱]
- روبرتو پسی، ۷۸، فیزیک‌دان اهل ایتالیا.[۲]

### ۲
- وس آنسلد، ۷۴، بازیکن بسکتبال و مربی اهل ایالات متحده آمریکا بر اثر سینه‌پهلو.[۳]
- جان کونئو، ۹۱، قایقران قایق بادبانی اهل استرالیا.[۴]
- مری پت گلیسون، ۷۰، بازیگر اهل ایالات متحده آمریکا بر اثر سرطان.[۵]

### ۳
- ایشتوان کاوس، ۸۷، شمشیرباز اهل مجارستان.[۶]

### ۴
- مارچلو آبادو، ۹۳، نوازنده پیانو و آهنگساز اهل ایتالیا.[۷]
- استیو پریست، ۷۲، موسیقی‌دان و ترانه‌نویس اهل بریتانیا.[۸]
- پیت رادماکر، ۹۱، بوکسور اهل ایالات متحده آمریکا.[۹]

### ۵
- کرت توماس، ۶۴، ژیمناست هنری اهل ایالات متحده آمریکا پیچیدگی از سرخرگ قاعده‌ای.[۱۰]
- جاناتان داولینگ، ۶۵، فیزیک‌دان اهل ایالات متحده آمریکا.[۱۱]

### ۶
- رمضان عبدالله، ۶۲، دبیرکل جنبش جهاد اسلامی فلسطین پیچیدگی ناشی از جراحی قلب.[۱۲]

### ۷
- چیرانجیوی سارجا، ۳۹، بازیگر اهل هند.[۱۳]

### ۸
- پیر انکورونزیزا، ۵۵، سیاستمدار اهل بوروندی، رئیس‌جمهور (پس از ۲۰۰۵)، بر اثر سکته قلبی.[۱۴]
- ایان تیلور، ۶۴، کارآفرین، بازرگان و مدیر ارشد اجرایی اهل بریتانیا، بر اثر سینه‌پهلو.[۱۵]
- تونی دان، ۷۸، بازیکن فوتبال اهل ایرلند.[۱۶]
- نمیر قیردار، ۸۳، کارآفرین، سرمایه‌دار و مدیر ارشد اجرایی ترکیهای عراقی‌تبار.[۱۷]

### ۹
- پرویز ابوطالب، ۷۸، بازیکن و مربی فوتبال اهل ایران، پیچیدگی ناشی از بیماری آلزایمر.[۱۸]

### ۱۰
- دولیو آریگونی، ۹۱، شیمی‌دان اهل سوئیس.[۱۹]
- هانس سیسلارسیوک، ۸۳، بازیکن فوتبال اهل آلمان.[۲۰]

### ۱۱
- دنیس اونیل، ۸۱، ویراستار و نویسنده کتاب‌های کمیک اهل ایالات متحده آمریکا.[۲۱]
- امانوئل ایسوزه انگنده، ۵۹، سیاستمدار اهل گابن، نخست‌وزیر (۲۰۱۶–۲۰۱۹)، بر اثر آسم.[۲۲]
- رزا ماریا ساردا، ۷۸، هنرپیشه، کمدین و مجری تلویزیون اهل اسپانیا بر اثر لنفوم.[۲۳]

### ۱۲
- ویلیام سشنز، ۹۰، کارمند حکومت فدرال ایالات متحده آمریکا و رئیس سابق اداره تحقیقات فدرال (۱۹۸۷–۱۹۹۳).[۲۴]
- ریکی والانس، ۸۴، خواننده اهل بریتانیا.[۲۵]
- پرفکتو یاسای جونیور، ۷۳، سیاستمدار و وزیر امور خارجه سابق (۲۰۱۶–۲۰۱۷) اهل فیلیپین بر اثر سینه‌پهلو پیچیده شده توسط سرطان.[۲۶]

### ۱۳
- محمد نسیم، ۷۲، سیاستمدار (جاتیا سانگساد) اهل بنگلادش.[۲۷]
- ژان راسپای، ۹۴، نویسنده اهل فرانسه.[۲۸]

### ۱۴
- ساره حجازی، ۳۰، فعال حقوق بشر اهل مصر بر اثر خودکشی.[۲۹]
- سوشانت سینگ راجپوت، ۳۴، هنرپیشه اهل هند بر اثر خودکشی با حلق آویز کردن (از جمله آثار او: دونی: داستان ناگفته).[۳۰]
- محمدعلی کشاورز، ۹۰، هنرپیشه اهل ایران بر اثر نارسایی کلیه.[۳۱]

### ۱۶
- جان جی مونی، ۹۰، مهندس شیمی اهل ایالات متحده آمریکا بر اثر سکته مغزی.[۳۲]

### ۱۷
- گوردون اچ. باور، ۸۷، روان‌شناس اهل ایالات متحده آمریکا.[۳۳]
- ویلی تورن، ۶۶، بازیکن اسنوکر و مفسر ورزشی اهل بریتانیا بر اثر سرطان خون.[۳۴]
- ویلیام سی. دیمنت، ۹۱، دانشمند اهل ایالات متحده آمریکا بر اثر بیماری قلبی-عروقی.[۳۵]
- پیترو زوپاس، ۸۶، دوچرخه‌سوار اهل ایتالیا.[۳۶]
- طارق عزیز، ۸۴، مجری اهل پاکستان.[۳۷]
- رونی فان اسوولت، ۵۷، دوچرخه‌سوار اهل بلژیک.[۳۸]
- فابریس فیلیپو، ۵۴، دوچرخه‌سوار اهل فرانسه.[۳۹]
- جورج کارپاتی، ۸۴، بازیکن واترپلو اهل مجارستان.[۴۰]
- لوئیس جان کارلینو، ۸۸، فیلم‌نامه‌نویس و کارگردان اهل ایالات متحده آمریکا بر اثر سرطان خون.[۴۱]
- جین کندی اسمیت، ۹۲، سیاست‌مدار اهل ایالات متحده آمریکا.[۴۲]

### ۱۸
- تیبور بندک، ۴۷، بازیکن واترپلو اهل مجارستان بر اثر سرطان لوزالمعده.[۴۳]
- کلاوس بیدرشتت، ۹۱، هنرپیشه و صداپیشه اهل آلمان.[۴۴]
- ژول سیدنی، ۹۷، سیاست‌مدار اهل سورینام، نخست‌وزیر (۱۹۶۹–۱۹۷۳).[۴۵]
- ویرا لین، ۱۰۳، خواننده، ترانه‌سرا و بازیگر اهل بریتانیا.[۴۶]

### ۱۹
- کارلوس رویز زافون، ۵۵، نویسنده اهل اسپانیا.[۴۷]
- ماریو کورسو، ۷۸، بازیکن فوتبال اهل ایتالیا.[۴۸]
- نوئل واندرنوت، ۹۶، قایقران روئینگ اهل فرانسه.[۴۹]
- ایان هولم، ۸۸، بازیگر اهل بریتانیا.[۵۰]

### ۲۱
- زیو اشترنهل، ۸۵، تاریخ‌دان اهل اسرائیل.[۵۱]
- احمد راضی، ۵۶، بازیکن فوتبال و سیاست‌مدار اهل عراق بر اثر بیماری کروناویروس ۲۰۱۹.[۵۲]

### ۲۲
- پیرینو پراتی، ۷۳، بازیکن فوتبال اهل ایتالیا.[۵۳]
- جوئل شوماخر، ۸۰، کارگردان فیلم و هنرپیشه اهل ایالات متحده آمریکا بر اثر سرطان.[۵۴]

### ۲۳
- ریان آنتونی، ۵۱، نوازنده ترومپت اهل ایالات متحده آمریکا بر اثر سرطان.[۵۵]

### ۲۴
- مارک فومارولی، ۸۸، تاریخ‌نگار اهل فرانسه.[۵۶]

### ۲۶
- کلی اشبری، ۶۰، فیلم‌نامه‌نویس اهل ایالات متحده آمریکا بر اثر سرطان معده.[۵۷]
- تارین پاور، ۶۶، هنرپیشه اهل ایالات متحده آمریکا بر اثر سرطان خون.[۵۸]
- یاروسلاو پولاک، ۷۲، بازیکن فوتبال اهل اسلواکی.[۵۹]
- استوارت کورنفلد، ۶۷، تهیه‌کننده و هنرپیشه اهل ایالات متحده آمریکا بر اثر سرطان.[۶۰]
- میلتون گلیزر، ۹۱، طراح گرافیک اهل ایالات متحده آمریکا بر اثر سکته مغزی و نارسایی کلیه.[۶۱]
- ویلیام نجری، ۸۴، بازیکن فوتبال اهل ایتالیا.[۶۲]

### ۲۷
- دیوید استروناخ، ۸۹، باستان‌شناس اهل اسکاتلند.[۶۳]
- ایلیا پتکویچ، ۷۴، بازیکن و مربی فوتبال اهل یوگسلاوی بر اثر بیماری کروناویروس ۲۰۱۹.[۶۴]
- بلعید عبدالسلام، ۹۱، سیاستمدار اهل الجزایر، نخست‌وزیر (۱۹۹۲–۱۹۹۳).[۶۵]
- لیندا کریستال، ۸۹، هنرپیشه اهل آرژانتین.[۶۶]
- فردی کول، ۸۸، موسیقی‌دان اهل ایالات متحده آمریکا.[۶۷]

### ۲۸
- رودولفو آنایا، ۸۲، نویسنده، پدیدآور و رمان‌نویس اهل ایالات متحده آمریکا.[۶۸]

### ۲۹
- جانی مندل، ۹۴، موسیقی‌دان اهل ایالات متحده آمریکا.[۶۹]
- کارل راینر، ۹۸، هنرپیشه، کمدین، نویسنده، تهیه‌کننده تلویزیونی و کارگردان اهل ایالات متحده آمریکا.[۷۰]

### ۳۰
- الکساندر کابانوف، ۷۲، بازیکن واترپلو اهل اتحاد جماهیر شوروی سوسیالیستی.[۷۱]
- دن هیکس، ۶۸، هنرپیشه اهل ایالات متحده آمریکا بر اثر سرطان.[۷۲]